# Verbiv, Berejanî
Verbiv (în ucraineană Вербів) este o comună în raionul Berejanî, regiunea Ternopil, Ucraina, formată numai din satul de reședință.

## Demografie
Componența lingvistică a comunei Verbiv
     Ucraineană (100%)
Conform recensământului din 2001, toată populația comunei Verbiv era vorbitoare de ucraineană (100%).